# Valle de Pubenza

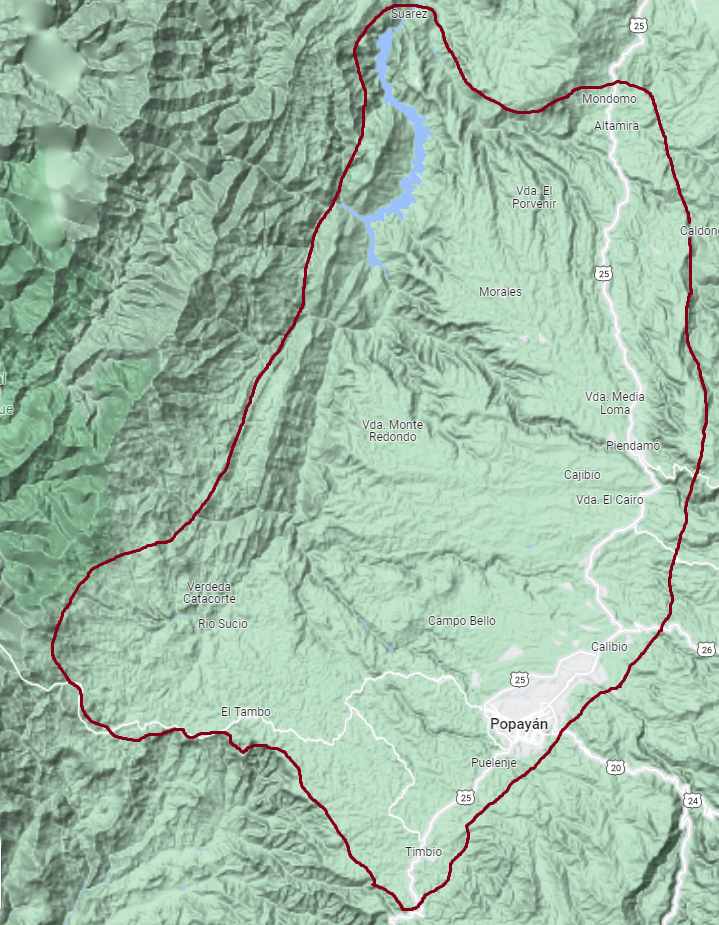
Valle de Pubenza

Valle de Pubenza o Valle del Alto Cauca, es un valle ubicado entre la cordillera central y la occidental en el suroccidente de Colombia y constituye la cuenca hidrográfica de la parte alta del río Cauca desde su nacimiento en el Páramo de las Papas hasta el embalse de Salvajina. La altitud de este valle oscila entre los 1550 a 1780 m s. n. m. y tiene un paisaje de terrenos ondulados con un relieve variado que presenta lomas, colinas, cerros escarpados como también paisajes quebrados con cañadas y cañones por donde circulan numerosos ríos que alimentan el río Cauca.
En términos de área geográfica, el Pubenza está entre los once valles interandinos más grandes del país. La principal ciudad del valle de Pubenza es Popayán, capital del departamento del Cauca.

## Historia
El Valle de Pubenza es el territorio ancestral del pueblo Misak, este territorio fue conquistado y colonizado por las tropas de Pedro de Añazco y Sebastián de Belalcázar según relatos de Pedro Cieza de León en 1553.
En las crónicas de este conquistador español se relata su llegada al valle del río Piendamó en donde existían cacicazgos y fortalezas de pueblos nativos. Uno de estos poblados era el de Wampía (que significa hombres del agua o del sueño). Según fray Gerónimo de Escobar en 1582, la población del Valle de Pubenza, desde los Altos de Piendamó hasta el río Quilcacé o más al sur quizás, parece haber pertenecido a una misma nación, que decidió llamar Guambiana o Coconuca”.
Con la llegada de los españoles, el pueblo Misak o Guambiano vio como su espacio geográfico y cultural era gradualmente reducido a unos pocos resguardos coloniales que hoy en día han intentado ampliar mediante la compra de tierras. Es importante notar que esta labor de recuperación del territorio ancestral, labor que ellos consideran sagrada, se hace compleja debido a la presencia de comunidades afrodescendientes y de comunidades campesinas que además conviven con las grandes haciendas y los latifundios de las élites criollas.

## Características del suelo
Los suelos se originan de rocas ígneas y de cenizas volcánicas; son fuerte a muy fuertemente ácidos, alta saturación de aluminio, erosión ligera a moderada y fertilidad baja a moderada. El clima es templado húmedo. La temperatura promedio es de 27,9 °C, presenta un régimen de pluviosidad bimodal, con una precipitación promedio anual de 2258 mm. El promedio de días lluviosos al año fluctúa entre los 170 a 220 días, aproximadamente, dando como consecuencia una humedad relativa con valores hasta de 72% 

## Usos del suelo
El suelo en el Valle de Pubenza se utiliza principalmente para el cultivo del café, pastos nativos y bosques naturales.

## Hidrografía
El valle de pubenza incluye la cuenca alta del río Cauca. El río Cauca tiene su nacimiento en el Macizo Colombiano a una altura aproximada de 3200 m.s.n.m. y recorre la parte occidental del valle de Pubenza en sentido Sur - Norte, paralelamente a la cordillera Occidental hasta el embalse de la Salvajina. Los principales tributarios del Río Cauca en el Valle de Pubenza son los siguientes:

#### Ríos nacidos en la cordillera occidental
- - Río Inguito
  - Río Marilopito
  - Río Dinde
  - Río Sucio

#### Ríos nacidos en la cordillera Central
- - Río Hondo
  - Río Molino
  - Río Ejido
  - Río Palacé
  - Río Cajibio
  - Río Blanco
  - Río las Piedras
  - Río Piendamó
  - Río Ovejas

## Economía
La caficultura uno de los principales renglones de la economía del Valle de Pubenza y persiste como un elemento dominante del paisaje en el ámbito rural, no obstante, la tecnificación en el manejo de los cafetales que conlleva a la siembra de variedades de alto rendimiento en total exposición al sol, con mayores requerimientos de agroquímicos sintéticos, ha propiciado una mayor producción pero a costos ambientales altos.

### Ciudades del Valle de Pubenza
- Popayán
- Piendamó
- El Tambo
- Timbío
- Morales
- Suárez